# Rudy Rochman
 (septembre 2023).
La mise en forme du texte ne suit pas les recommandations de Wikipédia : il faut le « wikifier ».
Les points d'amélioration suivants sont les cas les plus fréquents. Le détail des points à revoir est peut-être précisé sur la page de discussion.
- Les titres sont pré-formatés par le logiciel. Ils ne sont ni en capitales, ni en gras.
- Le texte ne doit pas être écrit en capitales (les noms de famille non plus), ni en gras, ni en italique, ni en « petit »…
- Le gras n'est utilisé que pour surligner le titre de l'article dans l'introduction, une seule fois.
- L'italique est rarement utilisé : mots en langue étrangère, titres d'œuvres, noms de bateaux, etc.
- Les citations ne sont pas en italique mais en corps de texte normal. Elles sont entourées par des guillemets français : « et ».
- Les listes à puces sont à éviter, des paragraphes rédigés étant largement préférés. Les tableaux sont à réserver à la présentation de données structurées (résultats, etc.).
- Les appels de note de bas de page (petits chiffres en exposant, introduits par l'outil «  Source ») sont à placer entre la fin de phrase et le point final[comme ça].
- Les liens internes (vers d'autres articles de Wikipédia) sont à choisir avec parcimonie. Créez des liens vers des articles approfondissant le sujet. Les termes génériques sans rapport avec le sujet sont à éviter, ainsi que les répétitions de liens vers un même terme.
- Les liens externes sont à placer uniquement dans une section « Liens externes », à la fin de l'article. Ces liens sont à choisir avec parcimonie suivant les règles définies. Si un lien sert de source à l'article, son insertion dans le texte est à faire par les notes de bas de page.
- La présentation des références doit suivre les conventions bibliographiques. Il est recommandé d'utiliser les modèles {{Ouvrage}}, {{Chapitre}}, {{Article}}, {{Lien web}} et/ou {{Bibliographie}}. Le mode d'édition visuel peut mettre en forme automatiquement les références.
- Insérer une infobox (cadre d'informations à droite) n'est pas obligatoire pour parachever la mise en page.

Pour une aide détaillée, merci de consulter Aide:Wikification.
Si vous pensez que ces points ont été résolus, vous pouvez retirer ce bandeau et améliorer la mise en forme d'un autre article.
 (septembre 2023).
Pour les articles homonymes, voir Rochman.
Rudy Israel Rochman (hébreu : רודי ישראל רושמן) est un militant pro-israélien.

## Jeunesse
Les grands-parents maternels de Rudy Rochman étaient Juifs séfarades originaires d'Afrique du Nord. Ses grands-parents paternels étaient Juifs ashkénazes. Selon lui, les deux côtés de sa famille appartiennent à la tribu de Lévi. Né à Paris, il déménage en Israël à l'âge de trois ans. Deux ans plus tard, sa famille déménage aux États-Unis. En 2000, à l'âge de sept ans, Rochman est victime d'antisémitisme, après avoir été physiquement expulsé d'un bus à Londres au motif qu'il est juif ; il décrit cette expérience comme étant à l’origine de sa volonté de défendre les Juifs dans le monde entier,.
Rudy Rochman sert dans la brigade de parachutistes des Forces de défense israéliennes de 2011 à 2013. Après son service militaire, il fréquente l'université de Californie, à Los Angeles, pour être ensuite transféré à l'université Columbia, à New York.

## Activisme
Rudy Rochman est un conférencier et un écrivain reconnu concernant les droits des Juifs. Il s’exprime fréquemment sur les campus universitaires et devant des organisations pro-israéliennes. Il est également connu pour son travail de militant des droits des Juifs et d'Israël sur les réseaux sociaux, où il a gagné des milliers de followers et d'abonnés sur des plateformes tels que Facebook, Instagram, YouTube et Twitter.
Au cours de ses études à l'université Columbia à New York, Rochman fonde l'association étudiante pour des étudiants soutenant Israël (Students Supporting Israel (en)) et en a été le président. En 2018, il reçoit le prix « 36 Under 36 » en conséquence de son influence. En 2020, Rochman se présente aux élections du Congrès sioniste mondial dans le cadre de la liste Vision (en). Il siège actuellement au conseil d'administration du Israel Innovation Fund], une organisation philanthropique, et fait partie de l'équipe de direction de HaBayit, une plateforme qui vise à apporter l'unité à travers le dialogue entre Israéliens et Palestiniens.
Rochman a travaillé sur une série documentaire intitulée We Were Never Lost, qui interviewe des « communautés juives les moins connues. »

### Arrestation au Nigéria
En juillet 2021, Rochman et deux autres cinéastes israéliens ont été arrêtés par la police secrète nigériane, le service de sécurité de l'État, alors qu'ils tournaient le documentaire We Were Never Lost. Bien qu'ils n'aient pas de motivations politiques pour leur visite, ils sont soupçonnés d'être politiquement impliqués dans le conflit entre les séparatistes du Biafra et le gouvernement nigérian après avoir rencontré la communauté juive des Igbos. Ils sont libérés après avoir été emprisonnés pendant 20 jours dans des conditions qu'il juge « horribles », pour finalement être officiellement « innocentés de tout acte répréhensible ».

## Vie privée
Rudy Rochman parle couramment l'hébreu, l'anglais et le français. Dans une interview en 2017, il déclare avoir la double nationalité israélienne et française - bien que dans une interview de 2025, il ait déclaré ne s'être jamais senti français -, et qu'il possède également la carte verte américaine.